# Elvjs e Merilijn
Elvjs e Merilijn è un film italiano del 1998 diretto da Armando Manni.